# Peggy Langner
Peggy Langner (* 1981/1982) ist eine ehemalige deutsche Kinderdarstellerin, die als Hauptdarstellerin in einem DEFA-Kinderfilm bekannt wurde.

## Leben
Langner wuchs in der Nähe von Radeberg auf. Da ihre Beine von Geburt an gelähmt waren, besuchte sie ab ihrem sechsten Lebensjahr eine Internatsschule für Körperbehinderte in Dresden. Als sie acht Jahre alt war, wurde sie von Regisseur Karl Heinz Lotz für die Hauptrolle seines Kinderfilms Rückwärtslaufen kann ich auch ausgewählt. Langner spielte darin die körperbehinderte Kati, deren Eltern durchsetzen, dass das Mädchen auf einer „Normalschule“ als Schülerin aufgenommen wird. Kati muss ein Probejahr absolvieren, begegnet Ablehnung und Spott, aber auch ehrlicher Freundschaft. Die Dreharbeiten wurden im Herbst 1989 abgeschlossen. Der Film erlebte am 25. Januar 1990 im Berliner Kino International seine Premiere. Für ihre darstellerische Leistung wurde Langner 1991 auf dem Kinderfilmfestival Goldener Spatz mit dem Darstellerpreis ausgezeichnet.
Im Jahr 1997 beendete Langner die Schule mit dem Realschulabschluss. Sie studierte später Sozialpädagogik und arbeitet seither im Öffentlichen Dienst in Dresden. Sie lebt in der Nähe von Radeberg.

## Filmografie
- 1990: Rückwärtslaufen kann ich auch, Regie: Karl Heinz Lotz